# Bolesław Orłowski
Bolesław Orłowski (ur. 12 maja 1934 w Milanówku) – polski historyk techniki, profesor nauk humanistycznych, nauczyciel akademicki, w latach 2011–2016 członek Rady Instytutu Pamięci Narodowej.

## Życiorys
Absolwent Politechniki Warszawskiej. W 1956 został pracownikiem naukowym Instytutu Historii Nauki PAN. Stopień naukowy doktora uzyskał w 1977. W 1994 habilitował się na podstawie rozprawy zatytułowanej Osiągnięcia inżynierskie Wielkiej Emigracji. W 2001 uzyskał tytuł profesora nauk humanistycznych.
Wykładał w latach 2003–2004 w Wyższej Szkole Pedagogicznej w Częstochowie, w 2005 został wykładowcą Akademii Humanistycznej im. Aleksandra Gieysztora w Pułtusku. Pracował na Uniwersytecie Warszawskim, Politechnice Warszawskiej i Politechnice Śląskiej.
W 1970 został członkiem Międzynarodowego Komitetu Historii Techniki, był członkiem założycielem Polskiego Towarzystwa Historii Techniki (1984). Wszedł w skład Rady Badań nad Polonią (1997), Komisji Historii Nauki Polskiej Akademii Umiejętności (2003), w 2009 został członkiem korespondentem Towarzystwa Naukowego Warszawskiego i członkiem zarządu Fundacji Rozwoju Nauki w zakresie Inżynierii Lądowej im. Aleksandra i Zbigniewa Wasiutyńskich. Autor ponad 30 książek oraz kilkuset artykułów w czasopismach („Kwartalnik Historii Nauki i Techniki”, „Młody Technik”, „Przegląd Techniczny”, „Horyzonty Techniki”, „Wiedza i Życie”, „Mówią Wieki” i inne), a także encyklopedysta, współtwórca Encyklopedii odkryć i wynalazków. Chemia, fizyka, medycyna, rolnictwo, technika wydanej w latach 1979–1991.
W 2011 został przez Senat wybrany w skład Rady Instytutu Pamięci Narodowej; organ ten został zniesiony nowelizacją ustawy o IPN w 2016.

## Wyróżnienia
W 1987 otrzymał Nagrodę „Problemów” (za wytrwałe upowszechnianie historii polskiej techniki, a zwłaszcza za liczne książki na ten temat). Laureat Nagrody im. Witolda Hulewicza za 2020.

## Wybrane prace
- Tysiąc lat polskiej techniki, ilustr. Mirosław Tokarczyk, „Nasza Księgarnia”, Warszawa 1963.
- Pradziadkowie zegara, ilustr. Mateusz Gawryś, „Nasza Księgarnia”, Warszawa 1964.
- Poczet wielkich inżynierów lądowych i wodnych, ilustr. Jarosław Kirilenko, „Nasza Księgarnia”, Warszawa 1966.
- Przygody pionierów cywilizacji, „Nasza Księgarnia”, Warszawa 1970.
- Na tropach faraonów, „Nasza Księgarnia”, Warszawa 1976.
- Księga wynalazków (wspólnie ze Zbigniewem Przyrowskim), „Nasza Księgarnia”, Warszawa 1977.
- Encyklopedia odkryć i wynalazków. Chemia, fizyka, medycyna, rolnictwo, technika (współredaktor), „Wiedza Powszechna”, Warszawa 1979 (ISBN 83-214-0021-3).
- Groźba i nadzieja. Sensacje z dziejów techniki, Młodzieżowa Agencja Wydawnicza, Warszawa 1982.
- Nie tylko szablą i piórem, Wydawnictwa Komunikacji i Łączności, Warszawa 1985 (ISBN 83-206-0509-1).
- Słownik polskich pionierów techniki (red. nauk.), „Śląsk”, Katowice 1986 (ISBN 83-216-0339-4).
- Polacy światu, „Nasza Księgarnia”, Warszawa 1987 (ISBN 83-10-08854-X).
- Zwykłe i niezwykłe losy wynalazków, Warszawa 1989, Ludowa Spółdzielnia Wydawnicza (ISBN 832-054-15-14).
- Osiągnięcia inżynierskie Wielkiej Emigracji, IHNOiT PAN, Warszawa 1992 (ISBN 83-900482-4-8).
- Technika, Ossolineum, Wrocław 1999 (ISBN 83-04-04465-X).
- Zarys dziejów nauk matematyczno-przyrodniczych, SBP, Warszawa 2001 (ISBN 83-87629-66-9).
- Historia techniki polskiej, Wydawnictwo Instytutu Technologii Eksploatacji, Radom 2006 (ISBN 83-7204-558-5).
- Polska przygoda z techniką. Wielkie i małe sukcesy polskich inżynierów, wynalazców i menedżerów, Wydawnictwa Naukowe Instytutu Lotnictwa, Warszawa 2009 (ISBN 83-923098-9-8).
- Powszechna historia techniki, Oficyna Wydawnicza Mówią Wieki, Warszawa 2010 (ISBN 83-86156-26-0).